# 中国驻美国大使列表
本列表为中國（清朝、中華民國和中华人民共和国）驻美国历任大使名录。
中国与美国互派公使始于清朝光绪元年（1875年）。1912年1月1日，中华民国成立。2月12日，清末代皇帝宣统帝退位。由于美国暂未承认中华民国，中华民国任命原清廷驻美使臣张荫棠为驻美国外交代表。1913年5月2日，美国承认中华民国，中华民国开始派遣驻美公使。1935年5月17日，两国外交关系升格为大使级。
1949年10月1日中华人民共和国政府在北京宣告成立，12月7日中華民國政府遷往臺北。美国在1949年至1978年12月31日期间與中華民國保持邦交，1979年1月1日美國與中華民國斷交，與中華人民共和國建交，並互派大使。

## 历任中国驻美国大使

### 清朝出使美国钦差大臣（1875年－1912年）
1875年，清廷开始向美国派遣公使。1912年2月12日，清帝退位，驻美公使改任中华民国驻美外交代表。
| 姓名   | 任命                   | 到任                 | 递交国书             | 免职                   | 离任                 | 外交衔级 | 外交职务           | 备注                                                                                 |
| ------ | ---------------------- | -------------------- | -------------------- | ---------------------- | -------------------- | -------- | ------------------ | ------------------------------------------------------------------------------------ |
| 陳蘭彬 | 1875年12月11日         | 1878年9月19日        | 1878年9月28日        |                        | 1880年11月30日       | 二等公使 | 出使美国钦差大臣   | 兼驻西班牙、秘鲁                                                                     |
| 陳蘭彬 | 光绪元年十一月十四日   | 光绪四年八月廿三日   | 光绪四年九月三日     |                        | 光绪六年十月廿八日   | 二等公使 | 出使美国钦差大臣   | 兼驻西班牙、秘鲁                                                                     |
| 容闳   | 1875年12月11日         |                      |                      | 1881年6月24日          |                      |          | 出使美国副钦差大臣 |                                                                                      |
| 容闳   | 光绪元年十一月十四日   |                      |                      | 光绪七年五月廿八日     |                      |          | 出使美国副钦差大臣 |                                                                                      |
| 鄭藻如 | 1881年6月24日          |                      |                      | 1885年7月27日          |                      | 二等公使 | 出使美国钦差大臣   | 兼驻西班牙、秘鲁                                                                     |
| 鄭藻如 | 光绪七年五月廿八日     |                      |                      | 光绪十一年六月十六日   |                      | 二等公使 | 出使美国钦差大臣   | 兼驻西班牙、秘鲁                                                                     |
| 張蔭桓 | 1885年7月27日          | 1886年4月23日        | 1886年4月29日        | 1889年3月31日          | 1889年9月30日        | 二等公使 | 出使美国钦差大臣   | 兼驻西班牙、秘鲁                                                                     |
| 張蔭桓 | 光绪十一年六月十六日   | 光绪十二年三月廿日   | 光绪十二年三月廿六日 | 光绪十五年三月一日     | 光绪十五年九月六日   | 二等公使 | 出使美国钦差大臣   | 兼驻西班牙、秘鲁                                                                     |
| 崔國因 | 1889年3月31日          | 1889年9月25日        | 1889年10月3日        | 1893年2月8日           |                      | 二等公使 | 出使美国钦差大臣   | 兼驻西班牙、秘鲁                                                                     |
| 崔國因 | 光绪十五年三月一日     | 光绪十五年九月一日   | 光绪十五年九月九日   | 光绪十八年十二月廿二日 |                      | 二等公使 | 出使美国钦差大臣   | 兼驻西班牙、秘鲁                                                                     |
| 楊儒   | 1893年2月8日           | 1893年8月30日        | 1893年9月12日        | 1896年11月23日         |                      | 二等公使 | 出使美国钦差大臣   | 兼驻西班牙、秘鲁                                                                     |
| 楊儒   | 光绪十八年十二月廿二日 | 光绪十九年七月十九日 | 光绪十九年八月三日   | 光緒廿二年十月十九日   |                      | 二等公使 | 出使美国钦差大臣   | 兼驻西班牙、秘鲁                                                                     |
| 伍廷芳 | 1896年11月23日         |                      | 1897年5月1日         | 1902年7月12日          | 1902年11月27日       | 二等公使 | 出使美国钦差大臣   | 兼驻西班牙、秘鲁，光绪廿八年六月二十三日起兼驻古巴                                   |
| 伍廷芳 | 光緒廿二年十月十九日   |                      | 光緒廿三年三月卅日   | 光绪廿八年六月八日     | 光緒廿八年十月廿八日 | 二等公使 | 出使美国钦差大臣   | 兼驻西班牙、秘鲁，光绪廿八年六月二十三日起兼驻古巴                                   |
| 沈桐   |                        | 1902年11月18日       |                      |                        | 1903年4月5日         | 參贊     | 临时代办           |                                                                                      |
| 沈桐   |                        | 光绪廿八年十月十九日 |                      |                        | 光绪廿九年三月八日   | 參贊     | 临时代办           |                                                                                      |
| 梁誠   | 1902年7月12日          | 1903年4月5日         | 1903年4月6日         |                        | 1907年7月3日         | 二等公使 | 出使美国钦差大臣   | 兼駐西班牙、秘魯、古巴 光绪廿九年九月廿日（1903年11月8日）免兼驻西班牙，改兼驻墨西哥 |
| 梁誠   | 光绪廿八年六月八日     | 光绪廿九年三月八日   | 光绪廿九年三月九日   |                        | 光绪卅三年五月廿三日 | 二等公使 | 出使美国钦差大臣   | 兼駐西班牙、秘魯、古巴 光绪廿九年九月廿日（1903年11月8日）免兼驻西班牙，改兼驻墨西哥 |
| 梁敦彦 | 1907年5月3日           | 未到任               |                      |                        |                      | 二等公使 | 出使美国钦差大臣   | 兼駐秘魯、墨西哥、古巴                                                               |
| 梁敦彦 | 光绪卅三年三月廿一日   | 未到任               |                      |                        |                      | 二等公使 | 出使美国钦差大臣   | 兼駐秘魯、墨西哥、古巴                                                               |
| 周自齐 |                        | 1907年7月3日         |                      | 1908年3月8日           |                      | 一等参赞 | 临时代办           |                                                                                      |
| 周自齐 |                        | 光绪卅三年五月廿三日 |                      | 光绪卅四年二月六日     |                      | 一等参赞 | 临时代办           |                                                                                      |
| 伍廷芳 | 1907年9月23日          | 1908年3月8日         | 1908年3月11日        | 1909年8月12日          | 1909年12月14日       | 二等公使 | 出使美国钦差大臣   | 兼驻秘鲁、墨西哥、古巴                                                               |
| 伍廷芳 | 光绪卅三年八月十六日   | 光绪卅四年二月六日   | 光绪卅四年二月九日   | 宣统元年六月廿七日     | 宣统元年十一月二日   | 二等公使 | 出使美国钦差大臣   | 兼驻秘鲁、墨西哥、古巴                                                               |
| 張蔭棠 | 1909年8月12日          |                      | 1909年12月21日       | 1911年                 |                      | 二等公使 | 出使美国钦差大臣   | 兼驻秘鲁、墨西哥、古巴                                                               |
| 張蔭棠 | 宣统元年六月廿七日     |                      | 宣统元年十一月九日   | 宣統三年               |                      | 二等公使 | 出使美国钦差大臣   | 兼驻秘鲁、墨西哥、古巴                                                               |
| 施肇基 | 1911年10月25日         | 未到任               |                      |                        |                      | 二等公使 | 出使美国钦差大臣   | 兼驻秘鲁、墨西哥、古巴                                                               |
| 施肇基 | 宣统三年九月四日       | 未到任               |                      |                        |                      | 二等公使 | 出使美国钦差大臣   | 兼驻秘鲁、墨西哥、古巴                                                               |

### 中華民國驻美国公使（1912年－1935年）
1912年1月1日，中华民国成立。2月12日，清帝退位，由于美国暂未承认中华民国，中华民国任命原清廷驻美使臣张荫棠为驻美国外交代表。1913年5月2日，美国承认中华民国，中华民国开始派遣驻美公使。1935年5月17日，两国外交关系升格为大使级。
| 姓名   | 任命           | 到任           | 递交国书       | 免职           | 离任           | 外交衔级 | 外交职务     | 备注                                            |
| ------ | -------------- | -------------- | -------------- | -------------- | -------------- | -------- | ------------ | ----------------------------------------------- |
| 張蔭棠 | 1912年         |                |                |                | 1912年6月21日  |          | 外交代表     | 辛亥革命後辭大清使臣 民國成立後改派為外交代表   |
| 張康仁 | 1913年6月21日  | 1913年6月21日  |                |                | 1914年4月6日   | 二等參贊 | 临时代办     |                                                 |
| 夏偕復 | 1913年12月26日 | 1914年4月6日   | 1914年4月14日  | 1915年10月25日 | 1915年12月9日  | 公使     | 特命全權公使 | 兼駐古巴                                        |
| 顧維鈞 | 1915年10月25日 | 1915年12月3日  | 1915年12月16日 | 1920年9月29日  | 1920年10月21日 | 公使     | 特命全權公使 | 兼駐古巴                                        |
| 施肇基 | 1920年9月29日  | 1921年2月22日  | 1921年3月10日  | 1929年1月21日  | 1929年3月3日   | 公使     | 特命全權公使 | 1921年11月12日加全權大使銜 1923年短暫回國代外長 |
| 伍朝樞 | 1929年1月21日  | 1929年3月1日   | 1929年3月25日  | 1931年6月15日  | 1931年9月25日  | 公使     | 特命全權公使 |                                                 |
| 容揆   |                | 1931年6月5日   |                |                | 1931年10月5日  | 参事     | 临时代办     |                                                 |
| 嚴鶴齡 | 1931年10月8日  | 1931年10月15日 |                |                | 1931年12月21日 | 参事     | 临时代办     |                                                 |
| 顏惠慶 | 1931年9月25日  | 1931年12月21日 | 1931年12月23日 | 1933年1月7日   |                | 公使     | 特命全權公使 |                                                 |
| 施肇基 | 1933年1月7日   | 1933年2月13日  | 1933年2月28日  |                | 1935年6月28日  | 公使     | 特命全權公使 | 升任大使                                        |

### 中華民國驻美国大使（1935年－1979年）
1935年5月17日，中美升格为大使级外交关系。1979年1月1日，因為美國承認中華人民共和國，中華民國与美国自動断交。2月28日，中华民国驻美大使馆闭馆。此后，中華民國駐美大使改为“中華民國駐美代表”，維持目前中華民國與美國的實務上的交流。2012年，名稱又改回「中華民國駐美大使」。
| 姓名   | 任命           | 到任          | 递交国书       | 免职           | 离任           | 外交衔级 | 外交职务     | 备注                      |
| ------ | -------------- | ------------- | -------------- | -------------- | -------------- | -------- | ------------ | ------------------------- |
| 施肇基 | 1935年6月28日  | 1935年7月2日  | 1935年8月21日  | 1936年8月25日  | 1936年5月24日  | 大使     | 特命全權大使 |                           |
| 王正廷 | 1936年8月26日  | 1937年5月26日 | 1937年6月8日   | 1938年9月17日  | 1938年10月3日  | 大使     | 特命全權大使 |                           |
| 胡適   | 1938年9月17日  | 1938年10月6日 | 1938年10月28日 | 1942年9月11日  | 1942年9月14日  | 大使     | 特命全權大使 |                           |
| 魏道明 | 1942年9月12日  | 1942年9月21日 | 1942年10月6日  | 1946年6月27日  | 1946年6月12日  | 大使     | 特命全權大使 |                           |
| 顧維鈞 | 1946年6月27日  | 1946年7月5日  | 1946年7月16日  | 1956年4月11日  | 1956年5月4日   | 大使     | 特命全權大使 |                           |
| 董顯光 | 1956年4月11日  | 1956年5月17日 | 1956年6月6日   | 1958年8月21日  | 1958年9月8日   | 大使     | 特命全權大使 |                           |
| 葉公超 | 1958年8月21日  | 1958年9月12日 | 1958年9月30日  | 1961年11月18日 |                | 大使     | 特命全權大使 |                           |
| 蔣廷黻 | 1961年11月18日 | 1962年1月4日  | 1962年1月12日  | 1965年5月5日   | 1965年5月29日  | 大使     | 特命全權大使 | 1962年7月29日前兼驻联合国 |
| 周書楷 | 1965年5月5日   | 1965年6月15日 | 1965年7月8日   | 1971年4月12日  | 1971年3月31日  | 大使     | 特命全權大使 |                           |
| 沈劍虹 | 1971年4月12日  | 1971年5月10日 | 1971年5月18日  |                | 1978年12月29日 | 大使     | 特命全權大使 |                           |

### 附：中华人民共和国驻美国联络处主任（1973年－1979年）
1973年2月22日，中华人民共和国与美国达成互设联络处的协议。1979年1月1日，两国正式建交。3月1日，驻美国联络处升格为中国驻美国大使馆。
| 姓名   | 任命          | 到任          | 免职          | 离任           | 外交衔级 | 外交职务     | 备注                  |
| ------ | ------------- | ------------- | ------------- | -------------- | -------- | ------------ | --------------------- |
| 韩叙   | 1973年3月30日 | 1973年4月18日 |               | 1973年5月29日  | 大使     | 联络处副主任 | 大使衔副主任 筹备开馆 |
| 黄镇   | 1973年3月30日 | 1973年5月29日 | 1978年3月7日  | 1977年11月18日 | 大使     | 联络处主任   |                       |
| 柴泽民 | 1978年5月24日 | 1978年8月9日  | 1979年2月23日 | 1979年3月1日   | 大使     | 联络处主任   | 升任大使              |

### 中華人民共和國驻美国大使（1979年至今）
1979年1月1日，中华人民共和国同美利坚合众国建交。3月1日，驻美国大使馆正式挂牌成立。2004年起兼常驻美洲国家组织观察员。
| 姓名   | 任命           | 任命          | 到任           | 递交国书       | 免职           | 免职          | 离任           | 外交衔级 | 外交职务     | 备注                                                     |
| 姓名   | 全国人大常委会 | 主席          | 到任           | 递交国书       | 全国人大常委会 | 主席          | 离任           | 外交衔级 | 外交职务     | 备注                                                     |
| ------ | -------------- | ------------- | -------------- | -------------- | -------------- | ------------- | -------------- | -------- | ------------ | -------------------------------------------------------- |
| 柴泽民 | 1979年2月23日  | 不適用        | 1979年3月1日   | 1979年3月1日   | 1982年11月19日 | 不適用        | 1982年12月27日 | 大使     | 特命全权大使 |                                                          |
| 章文晋 | 1982年11月19日 | 不適用        | 1983年3月4日   | 1983年4月7日   | 1984年9月20日  | 1985年5月7日  | 1985年4月10日  | 大使     | 特命全权大使 |                                                          |
| 韩叙   | 1984年9月20日  | 1985年5月7日  | 1985年5月3日   | 1985年5月22日  | 1989年7月6日   | 1989年9月8日  | 1989年8月18日  | 大使     | 特命全权大使 |                                                          |
| 朱启祯 | 1989年7月6日   | 1989年9月8日  | 1989年10月20日 | 1989年12月18日 | 1992年12月28日 | 1993年3月30日 | 1993年3月5日   | 大使     | 特命全权大使 |                                                          |
| 李道豫 | 1992年12月28日 | 1993年3月30日 | 1993年4月8日   | 1993年6月23日  | 1997年12月29日 | 1998年4月2日  | 1998年2月      | 大使     | 特命全权大使 | 因李登辉访美，于1995年6月17日回国述职，后于8月返回美国。 |
| 李肇星 | 1997年12月29日 | 1998年4月2日  | 1998年3月11日  | 1998年3月16日  | 2000年12月28日 | 2001年2月16日 | 2001年1月30日  | 大使     | 特命全权大使 |                                                          |
| 杨洁篪 | 2000年12月28日 | 2001年2月16日 | 2001年2月18日  | 2001年3月13日  | 2004年12月29日 | 2005年3月30日 | 2005年3月6日   | 大使     | 特命全权大使 | 2004年起兼常驻美洲国家组织观察员                         |
| 周文重 | 2004年12月29日 | 2005年3月30日 | 2005年4月3日   | 2005年5月26日  | 2009年12月26日 | 2010年3月19日 | 2010年3月1日   | 大使     | 特命全权大使 | 兼常驻美洲国家组织观察员                                 |
| 张业遂 | 2009年12月26日 | 2010年3月19日 | 2010年3月14日  | 2010年3月29日  | 2012年12月28日 | 2013年4月9日  | 2013年2月24日  | 大使     | 特命全权大使 | 兼常驻美洲国家组织观察员                                 |
| 崔天凯 | 2012年12月28日 | 2013年4月9日  | 2013年4月2日   | 2013年4月15日  | 2021年3月30日  | 2021年8月4日  | 2021年6月23日  | 大使     | 特命全权大使 | 兼常驻美洲国家组织观察员                                 |
| 秦刚   | 2021年3月30日  | 2021年8月4日  | 2021年7月28日  | 未递交         | 2022年12月30日 | 2023年1月5日  | 2023年1月2日   | 大使     | 特命全权大使 | 兼常驻美洲国家组织观察员                                 |
| 徐学渊 | 不適用         | 不適用        | 2023年1月2日   | 不適用         | 不適用         | 不適用        | 2023年5月23日  | 公使     | 临时代办     | [ 56 ]                                                   |
| 谢锋   |                | 2023年5月24日 | 2023年5月23日  | 2023年6月30日  | 现任           |               |                | 大使     | 特命全权大使 | 兼常驻美洲国家组织观察员                                 |

## 文獻来源
- 钱实甫.  (PDF). . 北京: 中华书局. 1980  [2023-02-20]. （原始内容存档 (PDF)于2022-07-23）.
- 中國第一歷史檔案館; 福建師範大學歷史系 (编). . 北京: 中华书局. 1985.
- 中央研究院近代史研究所檔案館 (编).  (PDF).   [2023-02-20]. （原始内容存档 (PDF)于2020-10-24）.
- 刘国铭 (编). . 北京: 春秋出版社. 1989.